# Королева Тирлінгу
Королева Тирлінгу —  дебютний роман Еріки Йохансен. Події відбуваються в XXIV столітті, і це перший роман трилогії.

## Сюжет
У день дев'ятнадцятиріччя Келсі Рейлі за нею прийшли стражники.
Вони, віддана гвардія Королеви на чолі з таємничим Лазарем, повинні доставити майбутню королеву Тирлінгу цілою й неушкодженою до її рідного дому і трону, який належить їй за законом. Як і всі дев'ятнадцятирічні, Келсі некерована: у неї є свої принципи, і вона знає все краще за інших.
Але не все в її віці успадковують величезне королівство - занепале, продажне і дуже, дуже небезпечне. Келсі повинна перемогти Червону Королеву, яка хоче знищити її. 
У дівчини є два шляхи: вона може стати найсміливішим правителем всіх часів... або бути вбитою за кілька днів. 

## Екранізація
Екранізація книги зараз на початкових стадіях виробництва з Еммою Вотсон в ролі Келсі Рейлі, а також виконавчого продюсера фільму. Девід Хейман став продюсером, а Warner Bros. - дистриб'ютором.

Роль головного любовного інтересу, Пена, зіграє Франсуа Арно. Арно змагався за цю роль з 4 іншими акторами. Імена інших акторів на даний момент не відомі.